# Margarornis
Margarornis är ett fågelsläkte i familjen ugnfåglar inom ordningen tättingar. Släktet omfattar fyra arter med utbredning i Latinamerika från Costa Rica till Bolivia:
- Rödbrun trädlöpare (M. rubiginosus)
- Pärlträdlöpare (M. squamiger)
- Praktträdlöpare (M. bellulus)
- Stjärnträdlöpare (M. stellatus)

Arterna är inte nära släkt med vitstrupig trädlöpare (Pygarrhichas albogularis).